# Echolyn
echolyn es una banda estadounidense de rock progresivo con base en el estado de Pensilvania. Habitualmente, se escribe con e minúscula, y fue fundada en el año 1989.

## Historia
echolyn se formó en 1989, cuando el guitarrista Brett Kull y el batería Paul Ramsey, ambos antiguos miembros de una banda de versiones recientemente desaparecida llamada Narcissus, se unieron al teclista Chris Buzby para formar una banda que compusiese canciones originales en lugar de versiones. Poco después se les unió el vocalista Ray Weston (también antiguo integrante de Narcissus y el bajista Jesse Reyes, y rápidamente comenzaron a tocar en clubes de la zona y grabaron su primer álbum, homónimo, en 1991. Durante la grabación de este álbum, Reyes fue sustituido por Tom Hyatt.
Con esta alineación, echolyn grabó su segundo álbum, Suffocating the Bloom, y un EP de cuatro canciones llamado ...and every blossom (con título también en minúscula). Con estos dos trabajos, llamaron la atención del sello Sony Music, y en 1993 la banda firmó un contrato con Epic Records, subsidiaria de Sony. En esta compañía, echolyn editó su obra maestra para la mayoría de sus fanes y de la crítica, As the World, en marzo de 1995.
Sin embargo, a Epic Records no acabó de convencerle el rumbo estilístico de la banda, y forzó a la banda a realizar una gira de promoción del disco, pero sin el apoyo ni de Epic ni de Sony. Desilusionados, decidieron editar un álbum llamado When the Sweet Turns Sour tras separarse.
Posteriormente, Kull, Ramsey y Weston optaron por formar una banda más orientada hacia el rock convencional denominada Still, aunque fue renombrada como Always Most. Por su parte, Buzby formó una banda de rock progresivo y jazz fusión llamada Finneus Gauge. Poco tiempo después de la separación de echolyn, el sello Magna Carta Records pidió que sus antiguos miembros colaboraran en un disco tributo a Jethro Tull. Weston, Kull y Ramsey, que poseían los derechos del nombre de echolyn, eligieron el tema "One Brown Mouse" y fue incluido en el CD To Cry You a Song: A Collection of Tull Tales, publicado el 2 de julio de 1996. Este disco contiene canciones de Jethro Tull versionadas por Keith Emerson, Magellan o John Wetton, entre otros.
En la primavera de 2000, echolyn se reformó sin la presencia de Tom Hyatt, por lo que Ray Weston se trasladó al rol de bajista y se contrató al batería Jordan Perlson como un complemento a Paul Ramsey. El álbum que marcó el regreso de la banda fue Cowboy Poems Free, un álbum conceptual centrado en la americana. Dos años después se publicó mei, compuesto únicamente por una canción de más de 50 minutos. En 2003, después de actuar como músico invitado en varios conciertos de la banda, Tom Hyatt se reintegró en el seno del grupo para grabar The End Is Beautiful en septiembre de 2005. En consecuencia, echolyn realizó su primera gira por Europa. En 2006 contribuyeron con la canción "15 Days" al disco en honor a las víctimas del huracán Katrina, After the Storm. Se espera la edición de un nuevo álbum de estudio en 2008.
En el año 2012 la banda vuelve a sus raíces progresivas y publican el álbum doble que lleva el mismo nombre de la agrupación, echolyn. La alineación para este álbum estuvo conformada por: Ray Weston, Brett Kull, Paul Ramsey, Tom Hyatt y Christopher Buzby. Asimismo, contó con la participación de Nina Beate y Kaveh Saidi en los violines, Lori Saidi en la viola, Rajli Bicolli en el chelo, Mark Gallagher en el saxofón y Jacque Varsalona en las voces adicionales.

## Miembros

### Alineación actual
- Ray Weston - Voz y bajo
- Brett Kull - Guitarra y voz
- Chris Buzby - Teclado y voz
- Paul Ramsey - Batería y percusión
- Tom Hyatt - Bajo

### Miembros pasados
- Jesse Reyes - Bajo en Echolyn
- Jordan Perlson - Percusión en Cowboy Poems Free y músico invitado en mei.

## Discografía
- Echolyn (1991)
- Suffocating the Bloom (1992)
- ...and every blossom (1993)
- As the World (1995)
- When the Sweet Turns Sour (1996)
- Cowboy Poems Free (2000)
- A Little Nonsense (Now and Then) (2002) (box set)
- mei (2002)
- Jersey Tomato, Volume 2 (Live at the Metlar-Bodine Museum) (2004)
- Stars and Gardens, Volume 4 DVD (2004)
- The End is Beautiful (2005)
- echolyn (2012)